# Шикачик чорнокрилий
Шика́чик чорнокрилий (Lalage melaschistos) — вид горобцеподібних птахів родини личинкоїдових (Campephagidae). Мешкає в Азії.

## Підвиди
Виділяють чотири підвиди:
- L. m. melaschistos (Hodgson, 1836) — північний Пакистан, Гімалаї, північна і західна М'янма, південно-західний Китай;
- L. m. avensis (Blyth, 1852) — від півдня Центрального Китаю і Східної М'янми до Північного Таїланду, Північного Лаосу і Центрального В'єтнаму;
- L. m. intermedia (Hume, 1877) — центральний і південно-східний Китай, Тайвань;
- L. m. saturata (Swinhoe, 1870) — північно-східний і центральний В'єтнам, острів Хайнань.

## Поширення і екологія
Чорнокрилі шикачики гніздяться в лісах Гімалаїв і Південно-Східної Азії на висоті від 300 до 2450 м над рівнем моря. Зимують у рідколіссях і на полях Центральної Індії, Південного Індокитаю, Центрального і Північного Китаю.